# Cesare Colizza
Cesare Colizza (Marino, 16 ottobre 1884 – Babina Gora, 20 agosto 1914) è stato un militare italiano.
Fu militante attivo nel movimento repubblicano e combattente garibaldino, insieme al fratello Ugo. Morì mentre combatteva come volontario nell'esercito serbo contro l'Austria-Ungheria, nelle prime settimane della prima guerra mondiale.

## Biografia

### I primi anni e la formazione politica
Di famiglia benestante e conosciuta, si arruola volontario nel Regio esercito italiano nel 1903, un anno prima della chiamata alla leva militare della sua classe, viene assegnato al 13º reggimento artiglieria. Non supera la prova per diventare caporale, e viene congedato nel 1905. 
Inizia una serie di viaggi: prima nella cittadina portuale di Paterson, nel New Jersey (1906), poi di nuovo in Nord America via Parigi (1910), quindi a New York nel 1911 e nel 1913.
Di fede politica repubblicana, seguace del pensiero di Max Stirner, viene iniziato alla massoneria nel 1908 presso la loggia "Concordia" di Monte Compatri, obbediente al Grande Oriente d'Italia. Il 15 febbraio 1912 gli viene attribuita la qualifica di Compagno ed il 21 febbraio 1912 quella di Maestro.
Nello stesso anno 1912 parte con la legione garibaldina comandata da Ricciotti Garibaldi per la prima guerra balcanica, in sostegno della Grecia contro l'Impero ottomano. Combatte nella battaglia di Drisko il 9, 10 ed 11 dicembre 1912, e viene promosso al grado di capitano della legione garibaldina alla fine di quel mese.
Due anni dopo, quando l'Austria-Ungheria invase la Serbia in conseguenza dell'attentato all'arciduca Francesco Ferdinando d'Asburgo-Este (28 giugno 1914), partì di nuovo con un pugno di garibaldini per difendere la giovane nazione slava dall'aggressione del potente impero asburgico. Sono sette volontari: Vincenzo Bucca, Cesare Colizza, il fratello maggiore Ugo, Francesco Conforti, Mario Corvisieri, Nicola Goretti ed Arturo Reali. Tre di loro provenivano da Marino, oltre a Cesare Colizza, il fratello Ugo ed il ventiquattrenne Arturo Reali. Cesare Colizza era il capo della comitiva.
Il gruppo di garibaldini partì il 31 luglio 1914 da Bari ed arrivò in Grecia, al porto del Pireo, il 3 agosto. Il 4 erano ad Atene: si presentarono alle autorità serbe, che fornirono loro un lasciapassare; rifiutarono anche il denaro che gli veniva offerto. Spiegheranno più tardi al colonnello Ceda A. Popovich che loro vogliono combattere solo per ideale: "i garibaldini consideravano loro dovere combattere al fianco del più debole, la cui libertà è posta in pericolo [...]".
Nonostante lo stesso Ricciotti Garibaldi sconsigli loro di proseguire, arrivano in Serbia il 10 agosto e si arruolano come soldati semplici nella bande di volontari dell'esercito serbo.
Schierati sul fronte montenegrino, affrontarono gli austro-ungarici il 20 agosto 1914 sulle alture vicino Visegrád, al confine con la Bosnia, nell'ambito della battaglia del Monte Zer, in una località chiamata Babina Gora. In particolare il gruppo italiano tentò un'avanzata approfittando di un momento di disorganizzazione dell'esercito asburgico, ma i sette restarono isolati in mezzo alle linee nemiche; nello scontro per disimpegnarsi dall'accerchiamento morirono Francesco Conforti, Vincenzo Bucca, Mario Corvisieri e Nicola Goretti, oltre a Cesare Colizza, che venne colpito mentre "eretto in tutta la persona grida: Viva l'Italia!". Ferito a morte, Cesare ordinò al fratello Ugo e all'altro marinese, Arturo Reali, di lasciarlo lì e ritirarsi dietro le linee serbe. Pare che le sue ultime parole prima di morire siano state: "Abbasso l'Austria".
Il suo cadavere, sepolto sul campo di battaglia, non è stato più ritrovato. È ricordato tra i caduti su una lapide nel cimitero militare italiano di Belgrado.

### Onoranze e commemorazioni postume
È stato insignito della Medaglia d'oro al valor militare nel 1917 da parte del governo serbo e della Croce al merito di guerra alla memoria nel 1938 da parte del governo italiano.
A Marino a Cesare Colizza è stata intitolata una strada nel quartiere Borgo Garibaldi (strada in cui lui abitava), e gli sono stati intitolati una lapide sulla parete dell'ex-Palazzo comunale in piazza Giacomo Matteotti (apposta il 29 luglio 1922); il cinema, finché è stato aperto; e nel periodo fascista era a lui intitolato anche il locale Fascio di combattimento.
Nell'ambito delle ricorrenze per il centenario della prima guerra mondiale, a partire dal 2015, si sono moltiplicati gli studi e le commemorazioni dei sette "eroi in camicia rossa", soprattutto a cura dell'Associazione Nazionale Partigiani d'Italia. Il regista italo-serbo Nicola Lorencin ha realizzato un film documentario "Sette della Drina, i sette morituri", prodotto dalla Zastava Film con il sostegno del Governo serbo. 